# 말루스 법칙
말루스 법칙(Malus's law)에 대해 설명한다.
원점에서 출발한 빛이 y축에서 θ만큼 기울어진 최초의 편광판을 통과한 뒤, y축 방향으로 놓인 편광판을 통과하고 있다. 이 경우 편광판 두 개를 통과한 빛의 밝기 I는,I=I0cos2θ이다. 이것이 바로 말루스의 법칙이다. 빛의 밝기는 전기장의 제곱을 곱한 값에 비례한다. I∝E^2
말루스 법칙은 Étienne-Louis Malus의 이름을 따서 명명되었다. 이 법칙에 의하면 빛에 수직인 편광된 빛 앞에 놓인 경우 편광판을 통과한 빛의 세기는 I = I0cos2θi로 주어지며 여기서 I0는 초기 빛의 세기를, θi는 초기 빛의 편광 방향과 편광판의 편광축 사이의 각의 크기를 의미한다. 실제 편광판의 경우는 자신의 편광축에 수직인 성분의 편광을 완벽하게 차단하지는 못하며, 편광판의 성능을 나타내는 지표인 소광비는 편광판을 통과한 빛에서 편광축에 수직인 성분과 편광축에 수평인 성분의 세기의 비로 표현된다.